# Guatteria olivacea
Guatteria olivacea este o specie de plante angiosperme din genul Guatteria, familia Annonaceae, descrisă de Robert Elias Fries. Conform Catalogue of Life specia Guatteria olivacea nu are subspecii cunoscute.